# Saint-Pierre-des-Fleurs
Saint-Pierre-des-Fleurs é uma comuna francesa na região administrativa da Normandia, no departamento de Eure. Estende-se por uma área de 2,79 km². Em 2010 a comuna tinha 1 610 habitantes (densidade: 577,1 hab./km²).